# Теорема Тарского о невыразимости истины
Теорема Тарского о невыразимости арифметической истины — теорема, доказанная Альфредом Тарским в 1936 году, важный ограничивающий результат в математической логике, основаниях математики и формальной семантике.
Теорема Тарского применима к любой достаточно сильной формальной системе.

## Формулировка
Множество истинных в стандартной модели формул арифметики первого порядка (то есть множество их номеров при любой фиксированной гёделевской нумерации) не является арифметическим множеством. 
Другими словами, понятие арифметической истины не может быть выражено средствами самой арифметики. 